# Vinyl Confessions Tour
Vinyl Confessions Tour è il nono tour ufficiale della band statunitense Kansas.

## Storia
Fu un tour molto lungo, durato complessivamente oltre un anno.  

## Formazione
- Kerry Livgren - chitarra solista, chitarra ritmica, chitarra acustica, piano, clavinet, sintetizzatore moog, sintetizzatore ARP
- Rich Williams - chitarra solista, chitarra ritmica
- Steve Walsh - organo, piano, clavinet, sintetizzatore moog, congas, voce
- Robby Steinhardt - violino, voce
- Dave Hope - basso
- Phil Ehart - batteria, percussioni varie

## Date
Calendario completo del tour: 
| Prima Leg (Grace Under Pressure Warm up Tour) |              |        |                       |      |
|                                               |              |        |                       |      |
| Data                                          | Città        | Paese  | Luogo                 | Note |
| 19 settembre 1982                             | Indianapolis | USA    |                       |      |
| 2 ottobre 1982                                | Filadelfia   | USA    |                       |      |
| 9 ottobre 1982                                | Filadelfia   | USA    |                       |      |
| 19 ottobre 1982                               | Studio City  | USA    | Radio City Music Hall |      |
| 31 ottobre 1982                               | New York     | USA    | Radio City Music Hall |      |
| Seconda Leg (Grace Under Pressure Tour)       |              |        |                       |      |
|                                               |              |        |                       |      |
| Data                                          | Città        | Paese  | Luogo                 | Note |
| 24 giugno 1983                                | Atlanta      | USA    |                       |      |
| 25 giugno 1983                                | Atlanta      | USA    | Community Center      |      |
| 16 luglio 1983                                | Houston      | USA    |                       |      |
| 3 settembre 1983                              | Columbia     | USA    | Lawlor Events Center  |      |
| 9 settembre 1983                              | Hutchinson   | USA    | Salt Palace Center    |      |
| 13 settembre 1983                             | Thibodaux    | USA    |                       |      |
| 24 settembre 1983                             | Kansas City  | USA    | Memorial Coliseum     |      |
| 1 ottobre 1983                                | Tacoma       | USA    | Tacoma Dome           |      |
| 2 ottobre 1983                                | Santa Monica | Canada | Pacific Coliseum      |      |
| 7 ottobre 1983                                | New York     | USA    | Cow Palace            |      |